# Žutika
Žutika (žutikovina; lat. Berberis), veliki bljni rod iz porodice žutikovki, kojoj je i dao svoje ime. Pripada mu preko 500 vrsta listopadnih, poluzimzelenih ili vazdazelenih trnovitih grmova, od kojih u Hrvatskoj rastu obična i hrvatska žutika. Hrvatski naziv roda dolazi po žutoj boji alkaloida berberina kojega ima u kori, cvijetu, listovima i nezrelim plodovima.
Plodovi obične žutike su jestivi, ali kako su kiselkastog okusa, obično se iz njih radi pekmez. također je i dobra medonosna biljka.

## Vrste
1. Berberis actinacantha Mart. ex Schult. & Schult.f.
2. Berberis acuminata Franch.
3. Berberis acutinervia L.A.Camargo
4. Berberis aemulans C.K.Schneid.
5. Berberis aetnensis C.Presl
6. Berberis affinis G.Don
7. Berberis agapatensis Lechl.
8. Berberis aggregata C.K.Schneid.
9. Berberis agricola Ahrendt
10. Berberis ahrendtii R.R.Rao & Uniyal
11. Berberis albicans Zamudio & Marroq.
12. Berberis alpicola C.K.Schneid.
13. Berberis alpina Zamudio
14. Berberis amabilis C.K.Schneid.
15. Berberis ambigua Ahrendt
16. Berberis ambrozyana C.K.Schneid.
17. Berberis amoena Dunn
18. Berberis amplectens (Eastw.) Wheeler
19. Berberis amurensis Rupr.
20. Berberis andeana Job
21. Berberis andreana Naudin
22. Berberis andrieuxii Hook. & Arn.
23. Berberis angulosa Wall. ex Hook.f. & Thomson
24. Berberis anhweiensis Ahrendt
25. Berberis annaemariae L.A.Camargo
26. Berberis approximata Sprague
27. Berberis aquifolium Pursh
28. Berberis argentinensis Hosseus
29. Berberis arguta (Franch.) C.K.Schneid.
30. Berberis aridocalida Ahrendt
31. Berberis aristata DC.
32. Berberis aristatoserrulata Hayata
33. Berberis aristeguietae L.A.Camargo
34. Berberis aristulata (Ahrendt) Laferr.
35. Berberis armata Citerne
36. Berberis asiatica Roxb. ex DC.
37. Berberis asmyana C.K.Schneid.
38. Berberis assamana Laferr.
39. Berberis atrocarpa C.K.Schneid.
40. Berberis atroprasina Ahrendt
41. Berberis atroviridiana T.S.Ying
42. Berberis aurahuacensis Lem.
43. Berberis baltistanica Qureshi & Chaudhri
44. Berberis × baoxingensis X.H.Li
45. Berberis barandana S.Vidal
46. Berberis barbeyana C.K.Schneid.
47. Berberis batangensis T.S.Ying
48. Berberis bealei Fortune
49. Berberis beaniana C.K.Schneid.
50. Berberis beauverdiana C.K.Schneid.
51. Berberis beesiana Ahrendt
52. Berberis beijingensis T.S.Ying
53. Berberis benoistiana J.F.Macbr.
54. Berberis bergmanniae C.K.Schneid.
55. Berberis berriozabalensis (V.V.Miranda) Marroq.
56. Berberis bicolor H.Lév.
57. Berberis × bidentata Lechl.
58. Berberis boliviana Lechl.
59. Berberis borealisinensis Nakai
60. Berberis boschanii C.K.Schneid.
61. Berberis bowashanensis Harber
62. Berberis brachypoda Maxim.
63. Berberis brachystachys T.S.Ying
64. Berberis bracteata (Ahrendt) Ahrendt
65. Berberis bracteolata (Takeda) Laferr.
66. Berberis brandisiana Ahrendt
67. Berberis × brevifolia Phil. ex Reiche
68. Berberis brevipaniculata C.K.Schneid.
69. Berberis brevipedicellata Harber
70. Berberis breviracema (Y.S.Wang & P.G.Xiao) Laferr.
71. Berberis brevisepala Hayata
72. Berberis brevissima Jafri
73. Berberis brumalis J.F.Macbr.
74. Berberis buceronis J.F.Macbr.
75. Berberis buchananii C.K.Schneid.
76. Berberis bullata Ahrendt
77. Berberis bumeliifolia C.K.Schneid.
78. Berberis burmanica Ahrendt
79. Berberis bykoviana Pavlov
80. Berberis cabrerae Job
81. Berberis calamicaulis (Spare & C.E.C.Fisch.) Laferr.
82. Berberis calcipratorum Ahrendt
83. Berberis calilehua Ayarde & Bulacio
84. Berberis calliantha Mulligan
85. Berberis calliobotrys Bien. ex Koehne
86. Berberis campos-portoi Brade
87. Berberis campylotropa T.S.Ying
88. Berberis canadensis Mill.
89. Berberis candidula (C.K.Schneid.) C.K.Schneid.
90. Berberis carinata Lechl.
91. Berberis caroli C.K.Schneid.
92. Berberis carupensis L.A.Camargo
93. Berberis caudatifolia S.Y.Bao
94. Berberis cavaleriei H.Lév.
95. Berberis centiflora Diels
96. Berberis centifolia Forrest
97. Berberis ceylanica C.K.Schneid.
98. Berberis chekiangensis Ahrendt
99. Berberis chiapensis (Lundell) Lundell
100. Berberis chilensis Gillet
101. Berberis chillacochensis L.A.Camargo
102. Berberis chimboensis C.K.Schneid.
103. Berberis chinensis Poir.
104. Berberis chingii C.Y.Cheng
105. Berberis chingshuiensis Shimizu
106. Berberis chirisigui Azara
107. Berberis chitria Buch.-Ham. ex Lindl.
108. Berberis chochoco Schltdl.
109. Berberis chrysosphaera Mulligan
110. Berberis chunanensis T.S.Ying
111. Berberis ciliaris Lindl.
112. Berberis circumserrata (C.K.Schneid.) C.K.Schneid.
113. Berberis citernei Ahrendt
114. Berberis claireae R.C.Moran
115. Berberis cliffortioides Diels
116. Berberis collettii C.K.Schneid.
117. Berberis colombiana Ahrendt
118. Berberis comberi Sprague & Sandwith
119. Berberis commutata Eichler
120. Berberis concinna Hook.f.
121. Berberis concolor W.W.Sm.
122. Berberis congestiflora Gay
123. Berberis consanguinea Fortune
124. Berberis consimilis C.K.Schneid.
125. Berberis contracta T.S.Ying
126. Berberis cooperi Ahrendt
127. Berberis copahuensis Job
128. Berberis coriacea A.St.-Hil.
129. Berberis coriaria Royle ex Lindl.
130. Berberis coryi H.J.Veitch
131. Berberis corymbosa Hook. & Arn.
132. Berberis coxii C.K.Schneid.
133. Berberis crassilimba C.Y.Wu ex S.Y.Bao
134. Berberis crataegina DC.
135. Berberis cretica L.
136. Berberis cuatrecasasii L.A.Camargo
137. Berberis daiana T.S.Ying
138. Berberis daochengensis T.S.Ying
139. Berberis darwinii Hook.
140. Berberis dasyclada Ahrendt
141. Berberis dasystachya Maxim.
142. Berberis davidii Ahrendt
143. Berberis dawoensis K.Mey.
144. Berberis dealbata Lindl.
145. Berberis decipiens (C.K.Schneid.) Laferr.
146. Berberis × decumbens (Stace) Verloove & Lambinon
147. Berberis deinacantha C.K.Schneid.
148. Berberis delavayi C.K.Schneid.
149. Berberis derongensis T.S.Ying
150. Berberis diaphana Maxim.
151. Berberis diazii L.A.Camargo
152. Berberis dictyoneura C.K.Schneid.
153. Berberis dictyophylla Franch.
154. Berberis dictyota Jeps.
155. Berberis dielsiana Fedde
156. Berberis discolor Turcz.
157. Berberis dokerlaica Harber
158. Berberis dolichobotrys Fedde
159. Berberis dongchuanensis T.S.Ying
160. Berberis dryandriphylla Diels
161. Berberis dubia C.K.Schneid.
162. Berberis dumicola C.K.Schneid.
163. Berberis duthieana C.K.Schneid.
164. Berberis ehrenbergii Kunze
165. Berberis elegans H.Lév.
166. Berberis elliotii Ahrendt
167. Berberis empetrifolia Lam.
168. Berberis engleriana C.K.Schneid.
169. Berberis erythroclada Ahrendt
170. Berberis eurybracteata (Fedde) Laferr.
171. Berberis eutriphylla (Fedde) C.H.Müll.
172. Berberis everestiana Ahrendt
173. Berberis faberi C.K.Schneid.
174. Berberis fallaciosa C.K.Schneid.
175. Berberis fallax C.K.Schneid.
176. Berberis farinosa Benoist
177. Berberis farreri Ahrendt
178. Berberis faxoniana C.K.Schneid.
179. Berberis feddeana C.K.Schneid.
180. Berberis feddei (Ahrendt) Laferr.
181. Berberis fendleri A.Gray
182. Berberis fengii S.Y.Bao
183. Berberis ferdinandi-coburgii C.K.Schneid.
184. Berberis ferruginea Lechl.
185. Berberis fiebrigii C.K.Schneid.
186. Berberis flexuosa Ruiz & Pav.
187. Berberis floribunda Wall. ex G.Don
188. Berberis fordii (C.K.Schneid.) Laferr.
189. Berberis forrestii Ahrendt
190. Berberis forsskaliana C.K.Schneid.
191. Berberis fortunei Lindl.
192. Berberis franchetiana C.K.Schneid.
193. Berberis francisci-ferdinandi C.K.Schneid.
194. Berberis fremontii Torr.
195. Berberis fujianensis C.M.Hu
196. Berberis gagnepainii C.K.Schneid.
197. Berberis ganpinensis H.Lév.
198. Berberis garhwalensis C.K.Schneid.
199. Berberis gilgiana Fedde
200. Berberis gilungensis T.S.Ying
201. Berberis giraldii Hesse
202. Berberis glauca Kunth
203. Berberis glaucescens A.St.-Hil.
204. Berberis glaucocarpa Stapf
205. Berberis glazioviana Brade
206. Berberis glomerata Hook. & Arn.
207. Berberis goudotii Triana & Planch.
208. Berberis gracilipes Oliv.
209. Berberis gracilis Hartw. ex Benth.
210. Berberis graminea Ahrendt
211. Berberis grandibracteata Ahrendt
212. Berberis grandiflora Turcz.
213. Berberis grevilleana Gillet
214. Berberis griffithiana C.K.Schneid.
215. Berberis grodtmanniana C.K.Schneid.
216. Berberis guilache Triana & Planch.
217. Berberis guizhouensis T.S.Ying
218. Berberis gyalaica Ahrendt ex F.Br.
219. Berberis haematocarpa Wooton
220. Berberis haenkeana C.Presl ex Schult.f.
221. Berberis hainesii Ahrendt
222. Berberis hajirensis Qureshi & Chaudhri
223. Berberis hallii Hieron.
224. Berberis hamiltoniana Ahrendt
225. Berberis hancockiana (Takeda) Laferr.
226. Berberis haoi T.S.Ying
227. Berberis harrisoniana Kearney & Peebles
228. Berberis hartwegii Benth.
229. Berberis hayatana Mizush.
230. Berberis hazarica Qureshi & Chaudhri
231. Berberis hemsleyana Ahrendt
232. Berberis hemsleyi Donn.Sm.
233. Berberis henryana C.K.Schneid.
234. Berberis henryi Laferr.
235. Berberis hersii Ahrendt
236. Berberis heteropoda Schrenk
237. Berberis hicksii (Ahrendt) Laferr.
238. Berberis hieronymi C.K.Schneid.
239. Berberis higginsiae Munz
240. Berberis hilliana Ahrendt
241. Berberis himalaica Ahrendt
242. Berberis hirtellipes Ahrendt
243. Berberis hobsonii Ahrendt
244. Berberis hochreutineriana J.F.Macbr.
245. Berberis holocraspedon Ahrendt
246. Berberis holstii Engl.
247. Berberis honanensis Ahrendt
248. Berberis hookeri Lem.
249. Berberis horrida Gay
250. Berberis hsuyunensis P.K.Hsiao & W.C.Sung
251. Berberis huanucensis (C.K.Schneid.) J.F.Macbr.
252. Berberis huegeliana C.K.Schneid.
253. Berberis huertasii L.A.Camargo
254. Berberis humbertiana J.F.Macbr.
255. Berberis humidoumbrosa Ahrendt
256. Berberis hutchinsonii Rehder
257. Berberis hypericifolia T.S.Ying
258. Berberis hyperythra Diels
259. Berberis hypokerina Airy Shaw
260. Berberis hypoxantha C.Y.Wu ex S.Y.Bao
261. Berberis ignorata C.K.Schneid.
262. Berberis ilicifolia L.f.
263. Berberis ilicina (Schltdl.) Hemsl.
264. Berberis iliensis Popov
265. Berberis impedita C.K.Schneid.
266. Berberis incerta (Fedde) Marroq.
267. Berberis insignis Hook.f. & Thomson
268. Berberis insolita C.K.Schneid.
269. Berberis integerrima Bunge
270. Berberis integripetala T.S.Ying
271. Berberis iteophylla C.Y.Wu ex S.Y.Bao
272. Berberis jaeschkeana C.K.Schneid.
273. Berberis jamesiana Forrest & W.W.Sm.
274. Berberis jamesonii Lindl.
275. Berberis japonica (Thunb.) Spreng.
276. Berberis jaunsarensis (Ahrendt) Laferr.
277. Berberis jelskiana C.K.Schneid.
278. Berberis jiangxiensis C.M.Hu
279. Berberis jinfoshanensis T.S.Ying
280. Berberis jingguensis G.S.Fan & X.W.Li
281. Berberis jinshajiangensis X.H.Li
282. Berberis jiulongensis T.S.Ying
283. Berberis jobii Orsi
284. Berberis johannis Ahrendt
285. Berberis johnstonii Standl. & Steyerm.
286. Berberis jujuyensis Job
287. Berberis julianae C.K.Schneid.
288. Berberis kangdingensis T.S.Ying
289. Berberis kansuensis C.K.Schneid.
290. Berberis karkaralensis Kornil. & Potopov
291. Berberis karnaliensis Bh.Adhikari
292. Berberis kartanica Ahrendt
293. Berberis kaschgarica Rupr.
294. Berberis kashmirana Ahrendt
295. Berberis kawakamii Hayata
296. Berberis keissleriana C.K.Schneid.
297. Berberis kerriana Ahrendt
298. Berberis khasiana Ahrendt
299. Berberis khorasanica Browicz & Ziel.
300. Berberis kleinii Mattos
301. Berberis klossii (Baker f.) Laferr.
302. Berberis koehneana C.K.Schneid.
303. Berberis kohistanensis Qureshi & Chaudhri
304. Berberis kongboensis Ahrendt
305. Berberis koreana Palib.
306. Berberis kumaonensis C.K.Schneid.
307. Berberis kunawurensis Royle
308. Berberis kunmingensis C.Y.Wu ex S.Y.Bao
309. Berberis laidivo L.A.Camargo
310. Berberis lambertii R.Parker
311. Berberis × lamondiae Browicz & Ziel.
312. Berberis lanceolata Benth.
313. Berberis laojunshanensis T.S.Ying
314. Berberis lasioclema Ahrendt
315. Berberis latifolia Ruiz & Pav.
316. Berberis laurina Thunb.
317. Berberis leboensis T.S.Ying
318. Berberis lechleriana C.K.Schneid.
319. Berberis lecomtei C.K.Schneid.
320. Berberis lehmannii Hieron.
321. Berberis leichtensteinii C.K.Schneid.
322. Berberis lempergiana Ahrendt
323. Berberis lepidifolia Ahrendt
324. Berberis leptodonta (Gagnep.) Laferr.
325. Berberis levis Franch.
326. Berberis libanotica Ehrenb. ex C.K.Schneid.
327. Berberis libertatis L.A.Camargo
328. Berberis lijiangensis C.Y.Wu ex S.Y.Bao
329. Berberis lilloana Job
330. Berberis lindleyana Ahrendt
331. Berberis liophylla C.K.Schneid.
332. Berberis littoralis Phil.
333. Berberis lobbiana (C.K.Schneid.) C.K.Schneid.
334. Berberis longibracteata (Takeda) Laferr.
335. Berberis longipes (Standl.) Marroq. & Laferr.
336. Berberis loudonii Ahrendt
337. Berberis loxensis Benth.
338. Berberis lubrica C.K.Schneid.
339. Berberis ludlowii Ahrendt
340. Berberis luhuoensis T.S.Ying
341. Berberis lutea Ruiz & Pav.
342. Berberis lycium Royle
343. Berberis macrosepala Hook.f. & Thomson
344. Berberis maderensis Lowe
345. Berberis magnifica (Ahrendt) Laferr.
346. Berberis magnifolia Ahrendt
347. Berberis malipoensis C.Y.Wu & S.Y.Bao
348. Berberis manipurana Ahrendt
349. Berberis masafuerana Skottsb.
350. Berberis medogensis T.S.Ying
351. Berberis mekongensis W.W.Sm.
352. Berberis meollacensis L.A.Camargo
353. Berberis metapolyantha Ahrendt
354. Berberis mianningensis T.S.Ying
355. Berberis michay Job
356. Berberis micrantha (Hook.f. & Thomson) Ahrendt
357. Berberis micropetala C.K.Schneid.
358. Berberis microphylla G.Forst.
359. Berberis microtricha C.K.Schneid.
360. Berberis mingetsensis Hayata
361. Berberis minutiflora C.K.Schneid.
362. Berberis minzaensis L.A.Camargo
363. Berberis miqueliana Ahrendt
364. Berberis mitifolia Stapf
365. Berberis monguiensis L.A.Camargo
366. Berberis monosperma Ruiz & Pav.
367. Berberis montana Gay
368. Berberis montevidensis C.K.Schneid.
369. Berberis monyulensis (Ahrendt) Laferr.
370. Berberis morana L.A.Camargo
371. Berberis moranensis Hebenstr. & Ludw. ex Schult. & Schult.f.
372. Berberis morii Harber & C.C.Yu
373. Berberis moritzii Hieron.
374. Berberis morrisonensis Hayata
375. Berberis mouillacana C.K.Schneid.
376. Berberis mucrifolia Ahrendt
377. Berberis mucuchiesensis L.A.Camargo
378. Berberis muelleri (I.M.Johnst.) Marroq. ex Laferr.
379. Berberis muiscarum L.A.Camargo
380. Berberis muliensis Ahrendt
381. Berberis multicaulis T.S.Ying
382. Berberis multiflora Benth.
383. Berberis multiovula T.S.Ying
384. Berberis multiserrata T.S.Ying
385. Berberis multispinosa Zaprjagaeva
386. Berberis nantoensis C.K.Schneid.
387. Berberis napaulensis (DC.) Spreng.
388. Berberis negeriana Tischler
389. Berberis nemorosa C.K.Schneid.
390. Berberis nervosa Pursh
391. Berberis nevinii A.Gray
392. Berberis nigricans Kuntze
393. Berberis nilghiriensis Ahrendt
394. Berberis nivea (C.K.Schneid.) Laferr.
395. Berberis nullinervis T.S.Ying
396. Berberis nummularia Bunge
397. Berberis nutanticarpa C.Y.Wu ex S.Y.Bao
398. Berberis oblanceifolia C.M.Hu
399. Berberis oblanceolata (C.K.Schneid.) Ahrendt
400. Berberis oblonga (Regel) C.K.Schneid.
401. Berberis obovatifolia T.S.Ying
402. Berberis oiwakensis (Hayata) Laferr.
403. Berberis oritrepha C.K.Schneid.
404. Berberis orthobotrys Bien. ex Aitch.
405. Berberis osmastonii Dunn
406. Berberis ovalifolia Rusby
407. Berberis pachyacantha Bien. ex Koehne
408. Berberis pakistanica Qureshi & Chaudhri
409. Berberis pallens Franch.
410. Berberis pallida Hartw. ex Benth.
411. Berberis paniculata Juss. ex DC.
412. Berberis papillifera (Franch.) Koehne
413. Berberis papillosa Benoist
414. Berberis parapruinosa T.S.Ying
415. Berberis paraspecta Ahrendt
416. Berberis paravirescens Ahrendt
417. Berberis parkeriana C.K.Schneid.
418. Berberis parviflora Lindl.
419. Berberis paucijuga (C.Y.Wu ex S.Y.Bao) Laferr.
420. Berberis pavoniana Ahrendt
421. Berberis pectinata Hieron.
422. Berberis pectinocraspedon C.Y.Wu ex S.Y.Bao
423. Berberis pendryi Bh.Adhikari
424. Berberis pengii C.C.Yu & K.F.Chung
425. Berberis peruviana Schellenb.
426. Berberis petiolaris Wall. ex G.Don
427. Berberis petriruizii L.A.Camargo
428. Berberis petrogena C.K.Schneid.
429. Berberis phanera C.K.Schneid.
430. Berberis philippinensis (Takeda) Laferr.
431. Berberis photiniifolia C.M.Hu
432. Berberis phyllacantha Rusby
433. Berberis pichinchensis Turcz.
434. Berberis pimana Laferr. & Marroq.
435. Berberis pindilicensis Hieron.
436. Berberis pingbaensis M.T.An
437. Berberis pingbienensis S.Y.Bao
438. Berberis pingjiangensis Q.L.Chen & B.M.Yang
439. Berberis pingwuensis T.S.Ying
440. Berberis pinifolia (Lundell) C.H.Müll.
441. Berberis pinnata Lag.
442. Berberis piperiana (Abrams) McMinn
443. Berberis platyphylla (Ahrendt) Ahrendt
444. Berberis podophylla C.K.Schneid.
445. Berberis poiretii C.K.Schneid.
446. Berberis polyantha Hemsl.
447. Berberis polyodonta (Fedde) Laferr.
448. Berberis potaninii Maxim.
449. Berberis praecipua C.K.Schneid.
450. Berberis prattii C.K.Schneid.
451. Berberis prolifica Pittier
452. Berberis pruinocarpa C.Y.Wu ex S.Y.Bao
453. Berberis pruinosa Franch.
454. Berberis pseudoamoena T.S.Ying
455. Berberis × pseudoilicifolia Skottsb.
456. Berberis pseudothunbergii P.Y.Li
457. Berberis pseudotibetica C.Y.Wu ex S.Y.Bao
458. Berberis pseudumbellata R.Parker
459. Berberis psiloclada (C.K.Schneid.) Ahrendt
460. Berberis psilopoda Turcz.
461. Berberis pubescens Pamp.
462. Berberis pulangensis T.S.Ying
463. Berberis pumila Greene
464. Berberis purangensis T.S.Ying
465. Berberis purdomii C.K.Schneid.
466. Berberis qiaojiaensis S.Y.Bao
467. Berberis quinduensis Kunth
468. Berberis quinquefolia (Standl.) Marroq. & Laferr.
469. Berberis racemulosa T.S.Ying
470. Berberis rariflora Lechl.
471. Berberis ravenii C.C.Yu & K.F.Chung
472. Berberis rawatii U.L.Tiwari & B.S.Adhikari
473. Berberis rechingeri C.K.Schneid.
474. Berberis reicheana C.K.Schneid.
475. Berberis repens Lindl.
476. Berberis replicata W.W.Sm.
477. Berberis reticulata Bijh.
478. Berberis reticulinervia (C.Y.Wu ex S.Y.Bao) Laferr.
479. Berberis reticulinervis T.S.Ying
480. Berberis retusa T.S.Ying
481. Berberis rigida Hieron.
482. Berberis rigidifolia Kunth
483. Berberis rockii Ahrendt
484. Berberis rotunda J.F.Macbr.
485. Berberis rotundifolia Poepp. & Endl.
486. Berberis roxburghii (DC.) Laferr.
487. Berberis royleana Ahrendt
488. Berberis rufescens Ahrendt
489. Berberis ruscifolia Lam.
490. Berberis russellii (N.P.Taylor) Marroq. & Laferr.
491. Berberis sabulicola T.S.Ying
492. Berberis salicaria Fedde
493. Berberis samacana L.A.Camargo
494. Berberis sanei T.Husain, Datt, Arti Garg & R.R.Rao
495. Berberis sanguinea Franch.
496. Berberis sargentiana C.K.Schneid.
497. Berberis saxicola Lechl.
498. Berberis saxorum Ahrendt
499. Berberis schaaliae C.C.Yu & K.F.Chung
500. Berberis schochii (C.K.Schneid. ex Hand.-Mazz.) Laferr.
501. Berberis schwerinii C.K.Schneid.
502. Berberis sellowiana C.K.Schneid.
503. Berberis serratodentata Lechl.
504. Berberis setosa (Gagnep.) Laferr.
505. Berberis shenii (Chun) Laferr.
506. Berberis shensiana Ahrendt
507. Berberis sheridaniana (C.K.Schneid.) Laferr.
508. Berberis sherriffii Ahrendt
509. Berberis sibirica Pall.
510. Berberis sichuanica T.S.Ying
511. Berberis sieboldii Miq.
512. Berberis silva-taroucana C.K.Schneid.
513. Berberis silvicola C.K.Schneid.
514. Berberis simonsii Ahrendt
515. Berberis solutiflora Ahrendt
516. Berberis soulieana C.K.Schneid.
517. Berberis sphalera Fedde
518. Berberis spinulosa A.St.-Hil.
519. Berberis spraguei Ahrendt
520. Berberis spruceana (C.K.Schneid.) Ahrendt
521. Berberis standleyi Marroq. & Laferr.
522. Berberis stearnii Ahrendt
523. Berberis stenostachya Ahrendt
524. Berberis stewartiana Jafri
525. Berberis stiebritziana C.K.Schneid.
526. Berberis stolonifera Koehne & E.Wolf
527. Berberis stuebelii Hieron.
528. Berberis subacuminata C.K.Schneid.
529. Berberis suberecta Ahrendt
530. Berberis subholophylla C.Y.Wu ex S.Y.Bao
531. Berberis subimbricata (Chun & F.Chun) Laferr.
532. Berberis sublevis W.W.Sm.
533. Berberis subsessiliflora Pamp.
534. Berberis sumapazana L.A.Camargo
535. Berberis sumatrensis (Merr.) Laferr.
536. Berberis swaseyi Buckley
537. Berberis tabiensis L.A.Camargo
538. Berberis taliensis C.K.Schneid.
539. Berberis tarokoensis S.Y.Lu & Yuen P.Yang
540. Berberis taronensis Ahrendt
541. Berberis taylorii Ahrendt
542. Berberis telomaica Ahrendt
543. Berberis tenuifolia Lindl.
544. Berberis tenuipedicellata T.S.Ying
545. Berberis thibetica C.K.Schneid.
546. Berberis thomsoniana C.K.Schneid.
547. Berberis thunbergii DC.
548. Berberis tianbaoshanensis S.Y.Bao
549. Berberis tianshuiensis T.S.Ying
550. Berberis tibetensis Laferr.
551. Berberis tinctoria Lesch.
552. Berberis tischleri C.K.Schneid.
553. Berberis tolimensis Planch. & Linden
554. Berberis tomentosa Ruiz & Pav.
555. Berberis tomentulosa Ahrendt
556. Berberis triacanthophora Fedde
557. Berberis trichiata T.S.Ying
558. Berberis trichohaematoides Ahrendt
559. Berberis trifolia (Cham. & Schltdl.) Schult. & Schult.f.
560. Berberis trifoliolata Moric.
561. Berberis trigona Kunze ex Poepp. & Endl.
562. Berberis truxillensis Turcz.
563. Berberis tsangpoensis Ahrendt
564. Berberis tsarica Ahrendt
565. Berberis tsarongensis Stapf
566. Berberis tschonoskyana Regel
567. Berberis tsienii T.S.Ying
568. Berberis turcomanica Kar. ex Ledeb.
569. Berberis ulicina Hook.f. & Thomson
570. Berberis umbellata Wall. ex G.Don
571. Berberis umbratica T.S.Ying
572. Berberis uniflora F.N.Wei & Y.G.Wei
573. Berberis uribei L.A.Camargo
574. Berberis valdiviana Phil.
575. Berberis valenzuelae L.A.Camargo
576. Berberis valida (C.K.Schneid.) C.K.Schneid.
577. Berberis validisepala Ahrendt
578. Berberis vallensis L.A.Camargo
579. Berberis veitchii C.K.Schneid.
580. Berberis venusta C.K.Schneid.
581. Berberis vernae C.K.Schneid.
582. Berberis vernalis (C.K.Schneid.) D.F.Chamb. & C.M.Hu
583. Berberis verruculosa Hemsl. & E.H.Wilson
584. Berberis verschaffeltii C.K.Schneid.
585. Berberis verticillata Turcz.
586. Berberis victoriana D.F.Chamb. & C.M.Hu
587. Berberis vinifera T.S.Ying
588. Berberis virescens Hook.f.
589. Berberis virgata Ruiz & Pav.
590. Berberis virgetorum C.K.Schneid.
591. Berberis viridiflora X.H.Li
592. Berberis vitellina Hieron.
593. Berberis volcania (Standl. & Steyerm.) Marroq. & Laferr.
594. Berberis vulgaris L.
595. Berberis wallichiana DC.
596. Berberis walteriana Ahrendt
597. Berberis wangii C.K.Schneid.
598. Berberis wanhuashanensis Y.J.Zhang
599. Berberis wardii C.K.Schneid.
600. Berberis warscewiczii Hieron.
601. Berberis weberbaueri C.K.Schneid.
602. Berberis weiningensis T.S.Ying
603. Berberis weisiensis C.Y.Wu ex S.Y.Bao
604. Berberis weixinensis S.Y.Bao
605. Berberis wightiana C.K.Schneid.
606. Berberis wilcoxii Kearney
607. Berberis wilsoniae Hemsl.
608. Berberis woomungensis C.Y.Wu ex S.Y.Bao
609. Berberis wuchuanensis Harber & S.Z.He
610. Berberis wuliangshanensis C.Y.Wu ex S.Y.Bao
611. Berberis wuyiensis C.M.Hu
612. Berberis xanthoclada C.K.Schneid.
613. Berberis xanthophlaea Ahrendt
614. Berberis xanthoxylon Hassk. ex Schneid.
615. Berberis xinganensis G.H.Liu & S.Q.Zhou
616. Berberis xingwenensis T.S.Ying
617. Berberis yiliangensis Harber
618. Berberis yingii Doweld
619. Berberis yingjingensis D.F.Chamb. & Harber
620. Berberis yui T.S.Ying
621. Berberis yunnanensis Franch.
622. Berberis zanlanscianensis Pamp.
623. Berberis zayulana Ahrendt
624. Berberis zhaotongensis Harber
625. Berberis ziaratensis Qureshi & Chaudhri

## Vanjske poveznice
|  | Zajednički poslužitelj ima još gradiva o temi Berberis |
|  | Wikivrste imaju podatke o taksonu Berberis             |